# John Connolly
John Connolly (Dublín, 31 de mayo de 1968) es un escritor irlandés conocido principalmente por sus novelas policíacas y, en especial, por la serie que protagoniza el detective Charlie Parker.

## Trayectoria
Antes de convertirse en novelista a tiempo completo, Connolly trabajó como periodista, camarero, funcionario del gobierno local y dependiente en Harrods. Tras licenciarse en inglés por el Trinity College de Dublín y obtener una maestría en Periodismo por la Universidad de Dublín, pasó cinco años trabajando como freelance para The Irish Times. Pronto se cansó de la profesión, y decidió pasar a escribir ficción, pese a lo cual todavía sigue publicando artículos periódicamente, entre los que destacan sus entrevistas a otros escritores consagrados.
El primer libro de Connolly, Todo lo que muere, fue acogido muy favorablemente por el público y la crítica: fue nominado al Premio Bram Stoker a la mejor primera novela, y ganó el Premio Shamus de 2000 como mejor primera novela detectivesca. En este debut, Connolly introducía ya al antihéroe Charlie Parker, un expolicía obsesionado con encontrar al asesino de su mujer y su hija. 
Esa obra fue el comienzo de una serie que en la actualidad suma ya 20 libros con Parker como protagonista. En este tiempo se ha aventurado además en terrenos distintos a los de la novela negra, con la publicación de una serie de relatos de terror, así como una novela sobre el proceso de aprendizaje de un chico joven durante la Segunda Guerra Mundial en Inglaterra.
En 2010 el director español Luis (Luiso) Berdejo estrenó la película The New Daughter (La otra hija, España; Poseída, Argentina), basada parcialmente en un relato de Connolly y protagonizada por Kevin Costner e Ivana Baquero. Connolly está colaborando en la adaptación cinematográfica de otra de sus historias breves, The Erlking (El Erlking).

## Crítica
Aunque las novelas de Connolly entran claramente dentro del género de la novela policial o novela negra, sus historias se han ido cargando cada vez más de tintes sobrenaturales. Por ejemplo, en El ángel negro, Parker es perseguido por los fantasmas de su hija y su mujer asesinadas, y su búsqueda de una prostituta de Nueva York desaparecida se relaciona con el mito de los ángeles caídos. Dado que Connolly sitúa muchas de sus novelas en Maine, y dados estos tintes paranormales cada vez más abundantes, se ha comparado su obra con la de Stephen King, aunque ambos autores utilizan estilos muy diferentes. 
Connolly, que se declara fascinado por lo sobrenatural, dice al respecto: «Sé que eso molesta a muchos críticos. Debo mantener un equilibrio. Sería peligroso que los culpables fueran unos fantasmas. Describo edificios, calles, ciudades, para que la intrusión de lo sobrenatural sea algo sorprendente porque sucede en un mundo cotidiano y muy creíble».
Otros lo relacionan con la tradición estadounidense de los hard-boiled, aunque Connolly no está de acuerdo. Opina que las mujeres escriben escenas más violentas que los hombres y que en todos hay una parte oscura. Entre sus influencias cita a autores como Ross Macdonald, James Lee Burke o Ed McBain.

### Serie de Charlie Parker
- 1.- Every Dead Thing 1999 — Todo lo que muere, trad.: Carlos Milla Soler, Tusquets Editores, 2004. ISBN 84-8310-261-7
- 2.- Dark Hollow 2000 — El poder de las tinieblas, trad.: Carlos Milla Soler, Tusquets Editores, 2004. ISBN 84-8310-284-6
- 3.- The Killing Kind 2001 — Perfil asesino, trad.: Carlos Milla Soler, Tusquets Editores, 2005. ISBN 84-8310-300-1
- 4.- The White Road 2002 — El camino blanco, trad.: Silvia Barbero, Tusquets Editores, 2006. ISBN 84-8310-336-2
- 5.- The Reflecting Eye 2004 — Más allá del espejo, trad.: Carlos Milla Soler, Tusquets Editores, 2011. Novela corta, originalmente publicada como parte de la antología de terror Nocturnos.
- 6.- The Black Angel 2005 — El ángel negro, trad.: Carlos Milla Soler, Tusquets Editores, 2007. ISBN 978-84-8383-002-4.
- 7.- The Unquiet 2007 — Los atormentados, trad.: Carlos Milla Soler, Tusquets Editores, 2008. ISBN  978-84-8383-067-3.
- 8.- The Reapers 2008 — Los Hombres de la Guadaña, trad.: Carlos Milla Soler, Tusquets Editores, 2009. ISBN  978-84-8383-134-2.
- 9.- The Lovers 2009 — Los amantes, trad.: Carlos Milla Soler, Tusquets Editores, 2010. ISBN  978-84-8383-209-7.
- 10.- The Whisperers 2010 — Voces que susurran, Tusquets Editores, 2011. ISBN  978-84-8383-319-3.
- 11.- The Burning Soul 2011 — Cuervos, Tusquets Editores, 2012. ISBN  978-84-8383-629-3.
- 12.- The Wrath of Angels 2012 — La ira de los ángeles trad: Carlos Milla Soler, Tusquets Editores, 2014. ISBN  978-84-8383-894-5
- 13.- The Wolf in Winter 2014 — El invierno del lobo trad: Carlos Milla Soler, Tusquets Editores, 2015. ISBN 978-84-9066-113-0 (epub)
- 14.- A Song of Shadows 2015 — La canción de las sombras, trad. Vicente Campos González. Tusquets Editores S.A., 2017. ISBN 978-84-9066-364-6 (epub)
- 15.- A Time of Torment 2016 — Tiempos oscuros, trad. Vicente Campos González. Tusquets Editores S.A., 2018. ISBN 978-84-9066-498-8
- 16.- A Game of Ghosts 2017 — El frío de la muerte, trad. Vicente Campos González. Tusquets Editores S.A., 2019. ISBN 978-84-9066-713-2
- 17.- The Woman in the Woods 2018 — La mujer del bosque, trad. Vicente Campos González. Tusquets Editores S.A., 2020. ISBN 978-84-9066-853-1
- 18.- A Book of Bones  2019 — Antigua sangre, trad. Vicente Campos González. Tusquets Editores, S.A., 2021, ISBN 978-84-9066-981-5
- 19.- The Dirty South  2020 — En lo más profundo del sur, trad. Vicente Campos González. Tusquets Editores, S.A., 2022, ISBN 978-84-1107-142-0

- 20.- The Nameless Ones  2021 — Tumbas sin nombre, trad. Vicente Campos González. Tusquets Editores, S.A., 2023, ISBN 978-84-1107-316-5
- 21.- The Furies. Two Charlie Parker Novels (The Sisters Strange y The Furies)  2022 — Las Furias. Dos novelas de Charlie Parker, trad. Mar Rodríguez Vázquez (Las hermanas Strange) y Vicente Campos González (Las Furias). Tusquets Editores, S.A., 2024. ISBN 978-84-1107-497-1
- 22.- The Instruments of Darkness: A Charlie Parker Thriller  2024 — Los mensajeros de la oscuridad, trad: Vicente Campos González, Tusquets Editores, 2025. ISBN 978-84-1107-640-1
- 23.- The Children of Eve  2025

#### Personajes principales
- Charlie Parker: personaje principal en la mayoría de sus novelas. Es un antiguo policía de Nueva York, retirado a raíz del asesinato de su mujer y su hija, y establecido en Maine, donde trabaja como detective.
- Angel: ladrón retirado, especialista en burlar sistemas de seguridad que comienza a ayudar a Charlie Parker en deuda por la protección que le brindó mientras estaba en la cárcel. Suele destacar por su aspecto desastrado.
- Louis: pareja de Angel. Es un asesino profesional retirado que también se implica en ayudar a Parker. Está marcado por los actos racistas que sufrió en su infancia, en un estado del Sur. Como contrapunto de Angel, es extremadamente elegante y, paradójicamente, es de ideología republicana y muy aficionado a la música country.

### Serie de Samuel Johnson
- The Gates, 2009 — Las puertas del Infierno, trad.: Montserrat Gurguí y Hernán Sabaté, Ediciones B, Barcelona 2010
- The Infernals 2011
- The Creeps 2013

### Otras novelas
- Bad Men, 2003 — Malvados, trad: Juan Manuel Salmerón Arjona, Tusquets Editores, 2013. ISBN  978-84-8383-465-7
- The Book Of Lost Things 2006  (bildungsroman) — El libro de las cosas perdidas, Oniro, 2008
- Serie Crónicas de los invasores
  - Conquista
  - Imperio

### Colección de historias cortas
- Nocturnes (2004) - Nocturnos, trad: Carlos Milla Soler, Tusquets Editores, 2013. ISBN  978-84-8383-781-8
- Night Music: Nocturnes 2 (2015) - Música nocturna, trad: Carlos Milla Soler, Tusquets Editores, 2017. ISBN  978-84-9066-453-7